# Stara Rzeka (województwo dolnośląskie)
Stara Rzeka (niem. Altwasser)  – wieś w Polsce położona w województwie dolnośląskim, w powiecie polkowickim, w gminie Grębocice.

## Podział administracyjny
W latach 1975–1998 miejscowość położona była w województwie legnickim.

## Zabytki
Do wojewódzkiego rejestru zabytków wpisane są:
- park, z pierwszej połowy XIX w.
- oficyna I, z pierwszej połowy XIX w.